# Thread Waxing Space
Thread Waxing Space bylo kulturní zařízení v New Yorku, ve kterém se konaly mimo jiné výstavy umění a hudební představení. Fungovalo od roku 1991. Sídlilo na adrese 476 Broadway. Zaniklo roku 2001 z důvodu stoupajících cen nájemného. V lednu a únoru 1993 zde proběhla rozsáhlá výstava I Am the Enunciator, kterou kurátoroval Christian Leigh, a která zahrnovala díla 47 umělců. Roku 1998 zde byla uspořádána výstava Beck and Al Hansen: Playing with Matches, která kombinovala díla Ala Hansena a jeho vnuka Becka. V letech 1998 až 2001 byla domovskou kurátorkou výstavní síně Lia Gangitano.